# Milena Jesenská

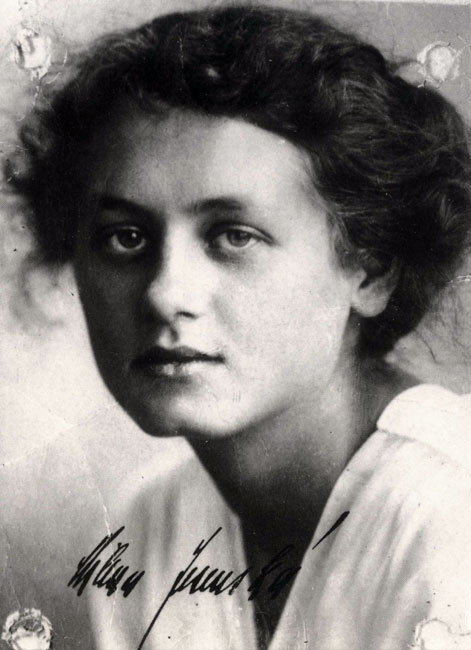
Milena Jesenská (1938)

Milena Jesenská (* 10. August 1896 in Prag, Österreich-Ungarn; † 17. Mai 1944 im KZ Ravensbrück) war eine tschechoslowakische Journalistin, Schriftstellerin und Übersetzerin. Sie gehörte zum engeren Freundeskreis des Schriftstellers Franz Kafka.

## Leben
Sie war die Tochter von Jan Jesenský (1870–1947), Professor für Zahnmedizin und Kieferchirurg an der Karlsuniversität in Prag. Milena Jesenská besuchte das Mädchengymnasium Minerva in Prag und studierte danach Medizin. Nach dem Abbruch des Studiums arbeitete sie am Prager Konservatorium und verkehrte in der Prager deutsch-jüdischen Gesellschaft, wo sie unter anderen auch Max Brod und Franz Werfel kennenlernte. 1917 wurde sie von ihrem Vater wegen ihres Liebesverhältnisses mit dem jüdischen Bohemien Ernst Polak in eine psychiatrische Klinik eingewiesen, in der sie eine längere Zeit eingesperrt blieb, bis sie Ernst Polak (damals noch Pollak) heiraten durfte (volljährig war man damals – bis 1919 – erst mit 24).
Unmittelbar nach ihrer Entlassung heiratete sie Polak und zog mit ihm nach Wien. Dort nahm ihr Mann sein Bohemeleben wieder auf. Sie lebten von Gelegenheitsarbeiten, vor allem von Milena Jesenskás: Sie unterrichtete Tschechisch und arbeitete als Journalistin, ab 1920 vor allem für die Prager Zeitung Tribuna. Ihren Lebensunterhalt verdiente sie nicht zuletzt durch Übersetzungen. Unter anderem übersetzte sie 1919 Kafkas Erzählung Der Heizer sowie weitere seiner Prosatexte vom Deutschen ins Tschechische, worauf sich 1920/21 ihre Beziehung zu diesem Schriftsteller vertiefte. Aus der hauptsächlich aus brieflichen Kontakten und wenigen Begegnungen bestehenden Beziehung resultiert ein umfangreicher Briefwechsel – nach Willy Haas ein „erschütternder Liebesroman, eine Orgie an Verzweiflung, Seligkeit, Selbstzerfleischung und Selbsterniedrigung“. Kafka beendete schließlich die Beziehung im November 1920, worauf auch der Briefwechsel abrupt abbrach. Der freundschaftliche Kontakt riss allerdings bis zu Kafkas Tod nicht ab: Zwei Jahre später wurden wiederum einige vereinzelte Briefe gewechselt, und am Ende seines Lebens übergab ihr Kafka einige seiner Tagebücher.
1923 scheiterte ein Selbsttötungsversuch. Milena Jesenská nahm in dieser Zeit Drogen, es kam zur Scheidung von ihrem Ehemann. In dieser Zeit freundete sie sich mit der Schriftstellerin Alice Rühle-Gerstel an.
Milena Jesenská lebte 1925 ein Jahr zusammen mit Franz Xaver Schaffgotsch bei Alice in Friedewald-Buchholz bei Dresden und schrieb in deren Zeitschriften mit. Nach ihrer Rückkehr nach Prag arbeitete sie an der Frauenseite in Národní listy (Nationalblätter) und wurde Mitglied einer Gruppe avantgardistischer linker Intellektueller, der Devětsil (Pestwurz). Sie arbeitete an der avantgardistischen Zeitung Pestrý týden (Bunte Woche) mit und veröffentlichte 1926 die Anthologie Wege zur Einfachheit. Schwerpunkt ihrer Arbeiten war das Zusammenleben von Tschechen, Deutschen und Juden in der Tschechoslowakei. Für die Prager Zeitung Tribuna schrieb sie eine Serie von Reportagen über die soziale Lage in Wien, die sie als Journalistin bekannt machte. Daneben entstanden Übersetzungen von Texten Franz Werfels, Gustav Landauers und Rosa Luxemburgs.
1927 heiratete sie Jaromír Krejcar (1895–1950), einen führenden Architekten der Prager Avantgarde, mit dem sie die Tochter Jana Krejcarová (1928–1981) hatte.
Jesenská erlitt während der Schwangerschaft eine Entzündung im Kniegelenk, die zur Unbeweglichkeit führte und eine bleibende Gehbehinderung verursachte. Zur Schmerzlinderung wurde Morphin, eingesetzt, von dem sie nach kurzer Zeit abhängig wurde. Aufgrund eines einjährigen Krankenhausaufenthalts verlor sie ihre Arbeitsstelle und kämpfte zunächst erfolglos gegen die Sucht an. In dieser Zeit sah sie ihre Tochter Jana kaum, und Krejcar verlor bald das Interesse an Jesenská. Sein Weggang nach Russland bedeutete schließlich auch das Ende ihrer Ehe.
1931 trat Milena Jesenská der Kommunistischen Partei der Tschechoslowakei bei. Aufgrund einer kritischen Äußerung über den Stalinismus wurde sie 1936 aus dieser Partei ausgeschlossen. In einem Brief an Olga Scheinpflugová schrieb Jesenská dazu: „die Menschen aus dem kommunistischen Apparat sind das schlimmste, was ich auf der Welt kenne … jeder, der selbständig denken will – wird sofort beseitigt.“
Sie wurde Kommentatorin der liberal-demokratischen Kulturzeitschrift Přítomnost (Gegenwart). In einer ihrer ersten Reportagen, „Gestrandete Menschen“ überschrieben, schilderte sie die Ankunft deutscher, vor dem Nationalsozialismus geflüchteter Emigranten in Prag. Sie freundete sich mit dem Exilanten und Journalisten William S. Schlamm an, dessen Texte sie für die Zeitschrift übersetzte. Wenig später gelang es ihr nach acht Jahren Morphiumsucht, sich innerhalb von zwei Wochen davon zu befreien.
Nach der durch das Münchener Abkommen erfolgten Okkupation durch das nationalsozialistische Deutsche Reich und anschließender Zerschlagung der Tschechoslowakei schloss sie sich 1939 dem antifaschistischen tschechoslowakischen Widerstand an. Sie nahm die illegale Arbeit bei der Zeitschrift V boj (In den Kampf) auf und organisierte die Flucht von Juden und jüdischen und nichtjüdischen Emigranten aus der Tschechoslowakei. Sie half Funktionären der Kommunistischen Partei, sich vor der Gestapo zu verstecken. Im November 1939 wurde sie von der Gestapo verhaftet und in ein Dresdner Untersuchungsgefängnis gebracht. Es folgte ein Prozess in Dresden, der mit einem Freispruch endete. Dennoch wurde sie „zwecks Umerziehung“ ins KZ Ravensbrück deportiert. Hier erhielt sie die Nummer 4714 und aufgrund dieser den Spitznamen „4711 – Kölnisch Wasser“. Die Kölner Künstlerin Tanya Ury erinnerte an diese Geschichte im Rahmen der Videoinstallation Kölnisch Wasser. 2012 entdeckte die polnische Bohemistin Anna Militz in einem Prager Archiv 14 Briefe und Kassiber aus der Haft an die Familie.
Margarete Buber-Neumann (1901–1989) beschreibt in ihrem Buch Milena, Kafkas Freundin die sich entwickelnde Freundschaft zwischen den beiden Frauen und deren letzte Monate im Konzentrationslager Ravensbrück. Mit diesem Vermächtnis erfüllte Buber-Neumann den letzten Wunsch Jesenskás, die am 17. Mai 1944 an den Folgen einer Nierenoperation im Alter von 47 Jahren im Konzentrationslager starb.
Ihre gesammelten Feuilletons und Reportagen kamen in der Buchausgabe Prager Hinterhöfe im Frühling (Wallstein Verlag) im Februar 2021 auf den zweiten Platz der internationalen deutschsprachigen Sachbuch-Bestenliste. Inhaltlich bekräftigt diese Zeitungsessay- und Reportagensammlung den Autoren-Eigenwert der Prager Journalistin Milena Jesenská jenseits von Bezugnahmen auf Franz Kafka, meint die Rezensentin des Deutschlandfunks.

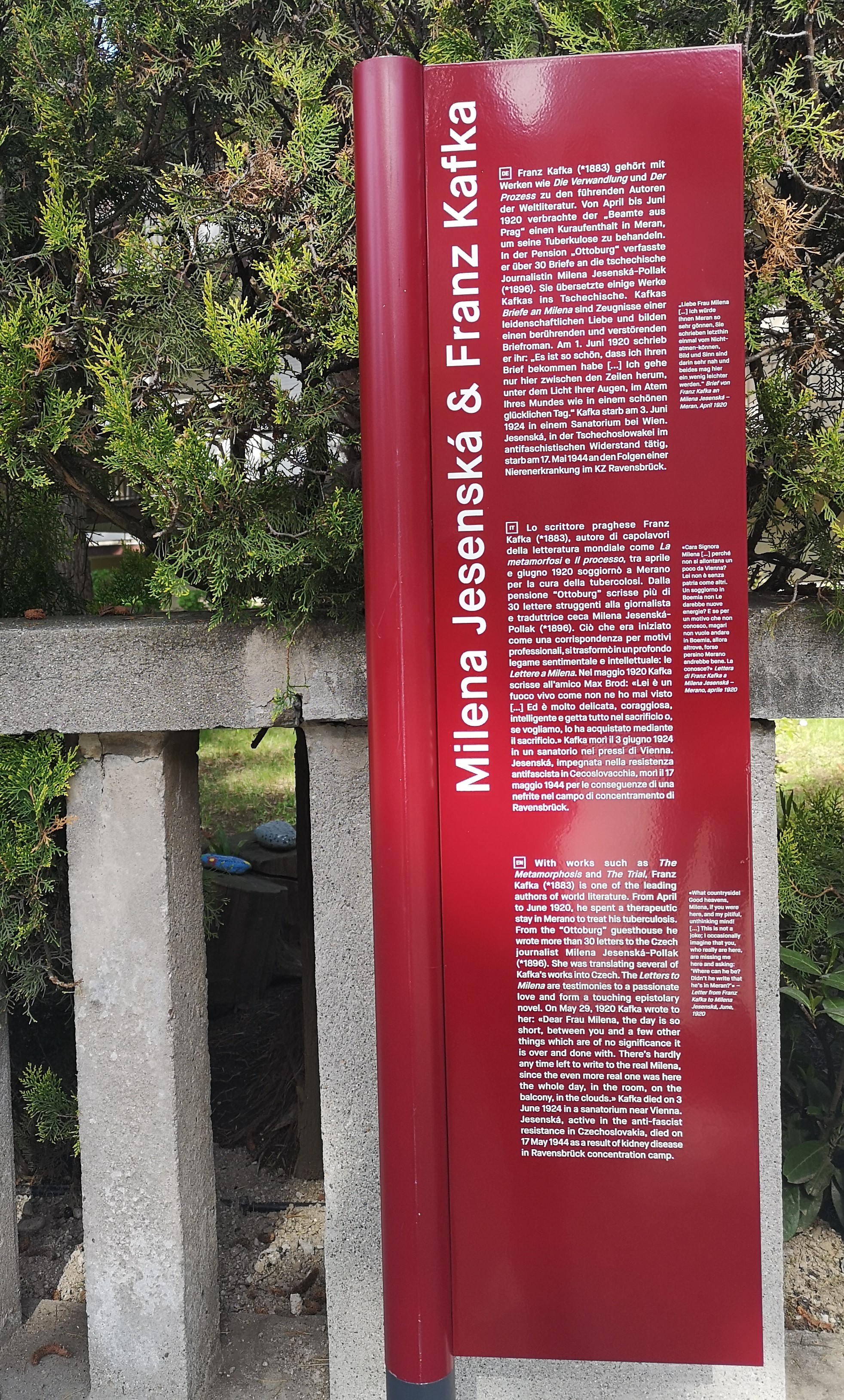
Die Jesenska-Kafka-Tafel am gleichnamigen Platz in Meran-Untermais

## Ehrungen
- 1994: Ehrentitel Gerechte unter den Völkern der Gedenkstätte Yad Vashem
- 1996: Tomáš-Garrigue-Masaryk-Orden (2. Klasse)
- Das Institut für die Wissenschaften vom Menschen in Wien vergibt Milena Jesenská Fellowships for Journalists.[15]
- 2024: Benennung des Milena-Jesenská-und-Franz-Kafka-Platzes in Meran[16]

## Schriften
- Alles ist Leben – Feuilletons und Reportagen 1919–1939. Hrsg. und mit einer biographischen Skizze versehen von Dorothea Rein. Neue Kritik, Frankfurt am Main 1984, ISBN 3-8015-0192-2; Neuauflage Goldmann, München 1999, ISBN 3-442-72499-6.
- Ich hätte zu antworten tage- und nächtelang. Die Briefe von Milena. Hrsg. von Alena Wagnerová. Bollmann, Mannheim 1996, ISBN 3-927901-79-2, Neuauflage bei Fischer-TB 13913, Frankfurt am Main 1999, ISBN 978-3-596-13913-2.
- Nad naše síly: Češi, Židé a Němci 1937–1939: články z týdeníku „Přítomnost“. Votobia, Olomouc 1997, ISBN 80-7198-233-4.
- Briefe aus dem Gefängnis. Erstmals veröffentlicht in: Neue Rundschau. Jg. 126 (2015), Heft 2, ISBN 978-3-10-809102-6, S. 16–41.[17][18][19]
- Prager Hinterhöfe im Frühling. Feuilletons und Reportagen 1919–1939. Hrsg. von Alena Wagnerová. Aus dem Tschechischen übersetzt von Kristina Kallert. Wallstein, Göttingen 2020, ISBN 978-3-8353-3827-2.

## Filme
- Geliebte Milena. Biografische Verfilmung, 1991, Regie Véra Belmont, nach dem Buch von Jana Černá: Milena Jesenská. Übersetzt von Reinhard E. Fischer. Neue Kritik, Frankfurt am Main 1985, ISBN 3-8015-0204-X (Originaltitel: Adresát Milena Jesenská. Praha 1969).[20]
- Milena, Folge 5 von Kafka, Koproduktion von Superfilm mit ORF und ARD, 2024, Regie David Schalko.[21]